# ستيف كامب
ستيف كامب (بالإنجليزية: Steve Camp)‏ هو موسيقي ومغني أمريكي، ولد في 13 أبريل 1955 في ويتون في الولايات المتحدة.

## وصلات خارجية
- ستيف كامب على موقع ميوزك برينز (الإنجليزية)
- ستيف كامب على موقع ديسكوغز (الإنجليزية)